# الغ‌بیگ رشیدوف
الغ‌بیگ رشیدوف (انگلیسی: Ulugbek Rashitov؛ زاده ۲۳ مارس ۲۰۰۲) تکواندوکار اهل ازبکستان است.
وی در مسابقات کشوری و بین‌المللی در مجموع برندهٔ ۲ مدال طلا شده است.
رشیدوف به دلیل نقض قوانین مبارزه با دوپینگ و گزارش نکردن محل حضورش در سه نوبت جداگانه، به دو سال محرومیت محکوم شد. آژانس بین‌المللی آزمایش (ITA)، به نمایندگی از فدراسیون جهانی تکواندو، این تصمیم را اعلام و تأیید کرد که این ورزشکار ۲۳ ساله اهل ازبکستان به دلیل تخلف، به مدت دو سال از مسابقات محروم خواهد شد.